# Halid Muftić
Halid Muftić (Žepče, 1894. – Zagreb, 1974.), hrvatski inženjer šumarstva i visoki državni dužnosnik. Brat Ismeta Muftića.

## Životopis
Rođen u Žepču. Suosnivač Zaklade za izgradnju džamije u Zagrebu. U Zagrebu bio odbornikom hrvatskih društava. Muslimanskom kulturnom društvu Narodnoj uzdanici bio je član Mjesnog odbora. Društvu bosansko-hercegovačkih Hrvata u Zagrebu bio je članom nadzornog odbora. Po struci je bio inženjer šumarstva. Zaposlen kao šumarski savjetnik u Zagrebu u banskoj vlasti. Obnašao je dužnost člana šumarskog odbora Gospodarske sloge HSS-a. Nakon uspostave NDH također obnašao visoke dužnosti. Bio je tajnik ministra Ivice Frkovića u Ministarstvu šumarstva i rudarstva NDH. Od 1943. godine predstojnik je odjela u Ministarstvu za postradale krajeve. Poslije pada NDH uhićen. Već u svibnju 1945. izveden je pred Sud za zaštitu nacionalne časti Hrvata i Srba. Osuđen na polugodišnji prisilni rad. Kaznu je trebao odraditi u Staroj Gradišci. Također je osuđen na trogodišnji gubitak građanske časti. Umro je u Zagrebu.